# Прогалины в дубровах, или Охотник за пчёлами

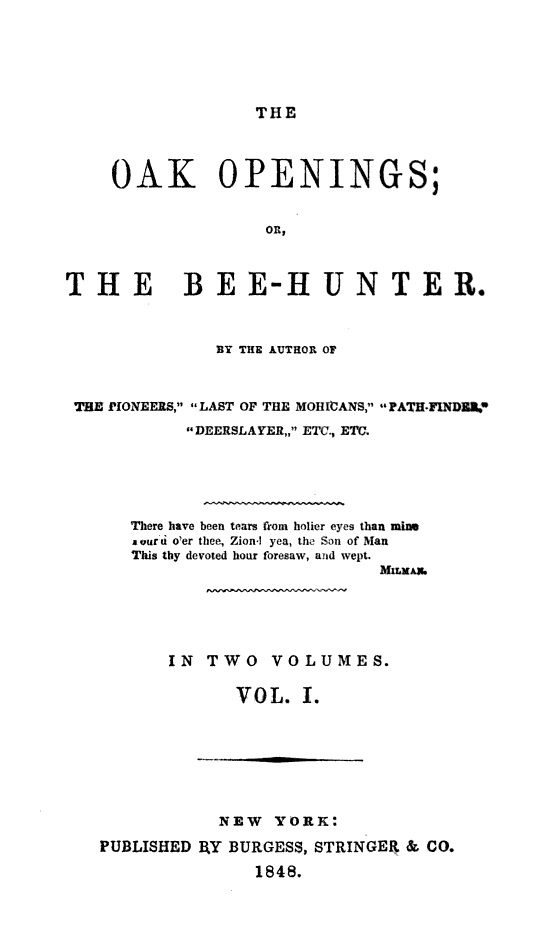
Титульная страница издания 1848 года

Прогалины в дубровах, или Охотник за пчёлами (англ. The Oak Opennings; or, The Bee Hunter) — роман Джеймса Фенимора Купера, впервые опубликованный в 1848 году. Роман посвящён деятельности профессионального бортника Бенджамина Бодена по произвищу Бен Базз. Действие происходит в Каламазу — дубовой прерии Мичигана, которая частично сохранилась и по сей день. Роман является последним «романом о природе» Купера, опубликованным после Эпопеи о Кожаном Чулке. Он также является последним из его романов, посвящённых взаимоотношениям между европейцами и индейцами в эпоху ранней американской экспансии.

## История публикации
После возвращения Купера из Европы муж его племянницы Гораций Комсток убедил его вложить деньги в мичиганскую недвижимость. Племя Потаватоми уступило большую часть своих владений в центральном Мичигане к 1833 году, и их бывшая территория стала известна как «дубовые прогалы» (англ. oak-opennings). К 1837 году инвестиции Купера в 6000 долларов не принесли доходов, но он наблюдал за колонистами из Нью-Йорка, которые пытались заселить эту территорию как пчёлы. Это вдохновило Купера на написание романа, ставшего одним из первых изображений пчеловодства в американской литературе.